# Clase Wyoming
La clase Wyoming fue una serie de dos acorazados de la Armada de los Estados Unidos, que permanecieron en activo durante la Primera Guerra Mundial y Segunda Guerra Mundial. El Wyoming y el Arkansas fueron autorizados a principios de 1909, y construidos entre 1910 y 1912. Fueron el cuatro diseño tipo dreadnought de la Armada de los Estados Unidos, pero solo fueron una mejora incremental de la clase anterior Florida, y los últimos acorazados estadounidenses en usar cañones de 305 mm. Los principales cambios fueron la adición de seis torretas de dos cañones, y una mejora en la protección blindada, incluyendo mamparos de torpedos por primera vez. La Armada consideró el uso de cañones más potentes de 356 mm, pero esto habría causado retrasos y hubiera requerido embarcaciones más largas. 
Los dos acorazados sirvieron con frecuencia juntos, primero con la Flota del Atlántico en la década de 1910. Ambas embarcaciones fueron desplegadas en aguas británicas después de que los Estados Unidos entraron a la Primera Guerra Mundial en abril de 1917 para reforzar a la Gran Flota de la Marina Real británica. Sirvieron con la Flota del Pacífico entre 1919 y 1921, antes de retornar a la Flota del Atlántico, con la cual dedicaron la mayor parte del tiempo realizando ejercicios de entrenamiento en tiempos de paz, además de llevar guardamarinas de la Academia Naval de los Estados Unidos en cruceros de entrenamiento. El Wyoming y el Arkansas fueron fuertemente modernizados a mediados de la década de 1920, recibiendo calderas de petróleo más eficientes que reemplazaron los viejos modelos alimentados por carbón, una cubierta blindada más gruesa, y protección contra el fuego en picada, bulges antitorpedos para incrementar la resistencia al daño subacuático, y cañones antiaéreos para la defensa contra ataques aéreos. 
La Conferencia Naval de Londres de 1930 exigió la desmilitarización del Wyoming; como consecuencia fue convertido en un buque escuela, con la remoción de la mitad de las torretas de la batería principal, el cinturón blindado, y los bulges antitorpedos. Sin embargo, se le permitió al Arkansas continuar en servicio con la flota. Después de la entrada de los Estados Unidos a la Segunda Guerra Mundial, fue usado para escoltar convoyes al norte de África. Para 1944, sirvió como embarcación de bombardeo costero; bajo este desempeño, apoyó los desembarcos Aliados en Normandía, y en el sur de Francia antes de ser transferido al Pacífico, donde brindó apoyo de fuego a los marines que se encontraban en Iwo Jima y Okinawa en 1945. Mientras tanto, el Wyoming continuó como buque escuela, siendo modificado aún más en 1944 para instalarle varios tipos de cañones antiaéreos que los practicantes usarían con la flota. Ambos acorazados fueron dados de baja poco después de la guerra, con el Arkansas siendo usado como barco objetivo durante las pruebas nucleares de la operación Crossroads en 1946, y el Wyoming siendo vendido para desguace en 1947. 

## Diseño
Los requisitos para esta clase se presentaron en la Asamblea de Newport. Este diseño marcó al extremo en la construcción y la subida en general en el diseño de las naves de los Estados Unidos. La clase marcó un crecimiento significativo sobre su precursor la clase Florida de algo más del 20% de tamaño. 
La Asamblea examinó una serie de problemas relacionados con los acorazados existentes y los nuevos diseños; la primera de estas nuevas embarcaciones se convertiría en la clase Wyoming. La Junta de Construcción recibió instrucciones generales de la Asamblea de Newport; los asistentes a la asamblea favorecieron la adopción de los cañones de 356 mm, ya que la Marina Real Británica había intercambiado sus cañones de 317.5 mm por cañones de 343 mm. La Oficina de Artillería estimó que el trabajo de diseño para el nuevo cañón, su producción y las pruebas les tomaría dos años. El 26 de agosto, el Secretario de la Armada, Victor Metcalf, envío una solicitud de acorazados de 8 y 10 cañones equipados con armamento de 356 mm a la Oficina de Construcción y Reparaciones. Su velocidad debía ser de al menos 20 nudos (37 km/h), con la mayor cantidad de blindaje posible.
La Oficina de Artillería argumentó que a distancias de batalla de 7300 a 7800 m, los cañones de 305 mm eran lo suficientemente poderosos para penetrar el blindaje existente, y que los cañones de 356 mm no eran necesarios. La Oficina de Construcción elaboró tres diseños para satisfacer la demanda de Metcalf, todos basados en la clase anterior Florida; el primero, denominado como diseño 404, era un acorazado armado con ocho cañones de 356 mm. El segundo, diseño 502, tenía una torreta doble adicional sumando un total de diez cañones de 356 mm. El tercero, diseño 601, estaría equipado con doce cañones de 305 mm. La Junta General escogió el diseño 601, ya que el trabajo de diseño en los cañones de 356 mm aún no había comenzado, y adoptarlos hubiera provocado un retraso en la clase. Además, el desplazamiento de las embarcaciones habría aumentado drásticamente con los cañones más largos, sumado a que exigía mejoras extensas en las instalaciones portuarias; el diseño 502 solo habría podido atracar en las instalaciones ya existentes de Pearl Harbor y Puget Sound. La colocación de la batería secundaria demostró ser problemática. El crucero de la Gran Flota Blanca, de 1907 a 1909, descubrió problemas con las casamatas en la cubierta principal. Se mojaban con mucha facilidad incluso en mares moderados, haciéndolas inutilizables. Algunos oficiales de la Asamblea de Newport habían abogado por colocarlas en la súperestructura, pero los cañones pesados de 127 mm usados por la Armada habrían añadido un peso superior excesivo. Otra alternativa era colocarlos en el castillo de proa, pero el peso añadido hacia el frente habría tensado el barco donde el castillo descendía a la cubierta principal. Los diseñadores de decidieron finalmente por un castillo de proa de cuerpo entero, lo que permitió que las casamatas fueran movidas 1,2 m más arriba en el casco.
La protección de blindaje de las embarcaciones fue mejorada con respecto a los diseños anteriores. El blindaje en el cinturón y las barbetas se aumentó 25 mm comparada con una versión anterior del acorazado de veinte cañones. Se ideó un nuevo esquema de protección para las chimeneas, después de que la experiencia rusa en la batalla de Tsushima tres años antes hubiera dejado al descubierto el riesgo de un sistema de escape destruido. Los diseñadores también enfatizaron la necesidad de mejorar la protección subacuática. Como resultado, el diseño de los Wyoming incorporó mamparos para torpedos, la primera vez que esta característica fue incluida en el diseño de acorazados estadounidenses. El Congreso aprobó los dos nuevos acorazados, BB-32 y BB-33 el 3 de marzo de 1909. Más tarde, el diseño 502 resultó ser la base para la siguiente clase de acorazados, New York.

### Características
Los acorazados clase Wyoming tenían una eslora de 169 m en la línea de flotación, y una eslora total de 171 m, una manga de 28 m y un calado de 9 m. Las embarcaciones desplazaban 26 000 toneladas largas según su diseño, hasta 27 243 toneladas largas a carga máxima. Tenían una cubierta a ras de longitud completa, lo que mejoró su mantenimiento en el mar y la capacidad de disparar los cañones secundarios en mares agitados. Ambos acorazados estaban equipados con mástiles de celosía. Su altura metacéntrica era de 2 m. Tenían un francobordo de 7.6 m hacia el frente, 5.84 m a mitad de la embarcación, 5.5 m en la última torreta de popa, y 4.95 m en la popa. Tenían una tripulación de 58 oficiales y 1005 soldados.
Las embarcaciones eran propulsadas por turbinas de vapor Parsons de 4 ejes con una potencia nominal de 28 000 shp (21 000 kW). El vapor era generado por doce calderas mezcladas de carbón y petróleo Babcock y Wilcox, que estaban canalizadas en dos chimeneas estrechamente espaciadas a mitad de la embarcación. Los motores generaban una velocidad máxima de 20.5 nudos (38 km/h), aunque en las pruebas de velocidad el Arkansas alcanzó los 21.22 nudos (39.30 km/h) a 25 546 shp (19 050 kW). La capacidad de combustible de carbón era de 1667 toneladas largas, y de 266 toneladas largas de fueloil. Esto permitió a las embarcaciones navegar 6700 millas náuticas (12 400 km) a una velocidad de 10 nudos (19 km/h). A 20 nudos (37 km/h) la distancia se redujo considerablemente a 2655 millas náuticas (4917 km). La dirección estaba controlada por un solo timón.

### Armamento

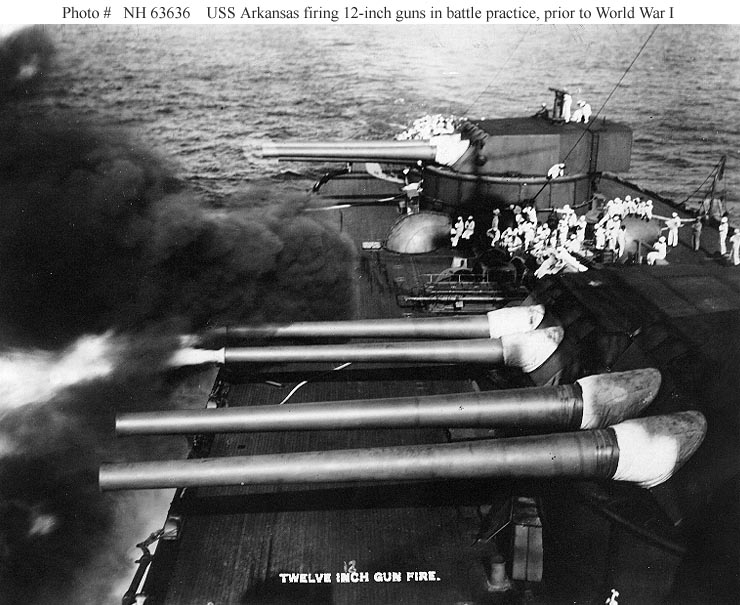
Las cuatro torretas de popa del Arkansas disparando durante una práctica de artillería

Las embarcaciones estaban armadas con una batería principal de doce cañones calibre 305 mm/50 serie 7 en seis torretas de dos cañones serie 9 en la línea central, de las cuales dos estaban colocadas en disposición par de súperfuego hacia el frente. Las otras cuatro torretas estaban colocadas en la súperestructura en dos pares de súperfuego. Estos cañones disparaban proyectiles de 395 kg con una carga propelente de 160 kg, que producía una velocidad de salida de 880 m/s. El Wyoming y el Arkansas fueron las únicas embarcaciones de la Armada de los Estados Unidos en recibir este cañón; los primeros dreadnoughts estaban equipados con el cañón calibre 305 mm/45 serie 5 de menor velocidad. La serie 7 tenía una mejor capacidad significativa de perforación de blindaje, debido a su mayor velocidad de salida (y por tanto, mayor velocidad de ataque). A una distancia de 11 000 m, el cañón podía penetrar 310 mm del blindaje endurecido contemporáneo, comparado con los 270 mm de la serie 5. Los cañones estaban montados en torretas serie 9, que permitían una elevación de 15 grados, y una depresión de -5 grados. A diferencia de las torretas de los primeros dreadnoughts, la torreta serie 9 requería que los cañones volvieran a 0 grados para ser recargados.
La batería secundaria consistía en veintiún cañones calibre 127 mm/51 montados en casamatas a lo largo del costado del casco. Estos cañones disparaban proyectiles de 23 kg con una carga de 11.1 kg, a una velocidad de salida de 960 m/s. Como un estándar en los buques capitales de ese periodo, tenían dos tubos lanzatorpedos de 530 mm sumergidos en los costados del casco. Estaban equipados con el diseño Bliss-Leavitt serie 3, que llevaba una ojiva de 99 kg y tenían un alcance de 3700 m a una velocidad de 26.5 nudos (49.1 km/h).

### Blindaje
El cinturón blindado principal tenía 2.4 m de altura, 280 mm de grosor en la parte media de la embarcación, donde protegía los pañoles de munición y las salas de máquinas. El cinturón se reducía a 130 mm hacia la popa. En el borde inferior se redujo a 230 mm. El extremo delantero del cinturón estaba conectado con un mamparo transversal de 279 mm, con la barbeta más delantera de la batería principal, mientras que el extremo de popa del cinturón estaba conectado con un mamparo de 229 mm. El blindaje de la cubierta principal era de 64 mm de un acero tipo Krupp tratado especialmente, se reducía a 38 mm en las áreas menos críticas. La torre de mando tenía costados de 292 mm de grosor, y una techumbre de 76 mm.
Las torretas de cañones tenían caras de 305 mm de grosor, y 76 mm en sus techumbres. Sus barbetas de apoyo tenían costados expuestos de 279 mm; las porciones que estaban cubiertas por el cinturón blindado se reducían a 110 mm. La parte baja del blindaje de las casamatas era de 28 mm, y la parte alta se reducía a 170 mm. En el interior de las casamatas de la batería tenían mamparos blindados longitudinales que fueron diseñados para proteger las captaciones de las chimeneas. Estos se consideraron importantes porque durante la guerra ruso-japonesa, tres años antes, los acorazados rusos sufrieron daños en sus captadores, que condujeron el humo de las calderas al interior del barco en lugar de salir a través de las chimeneas.

### Modificaciones

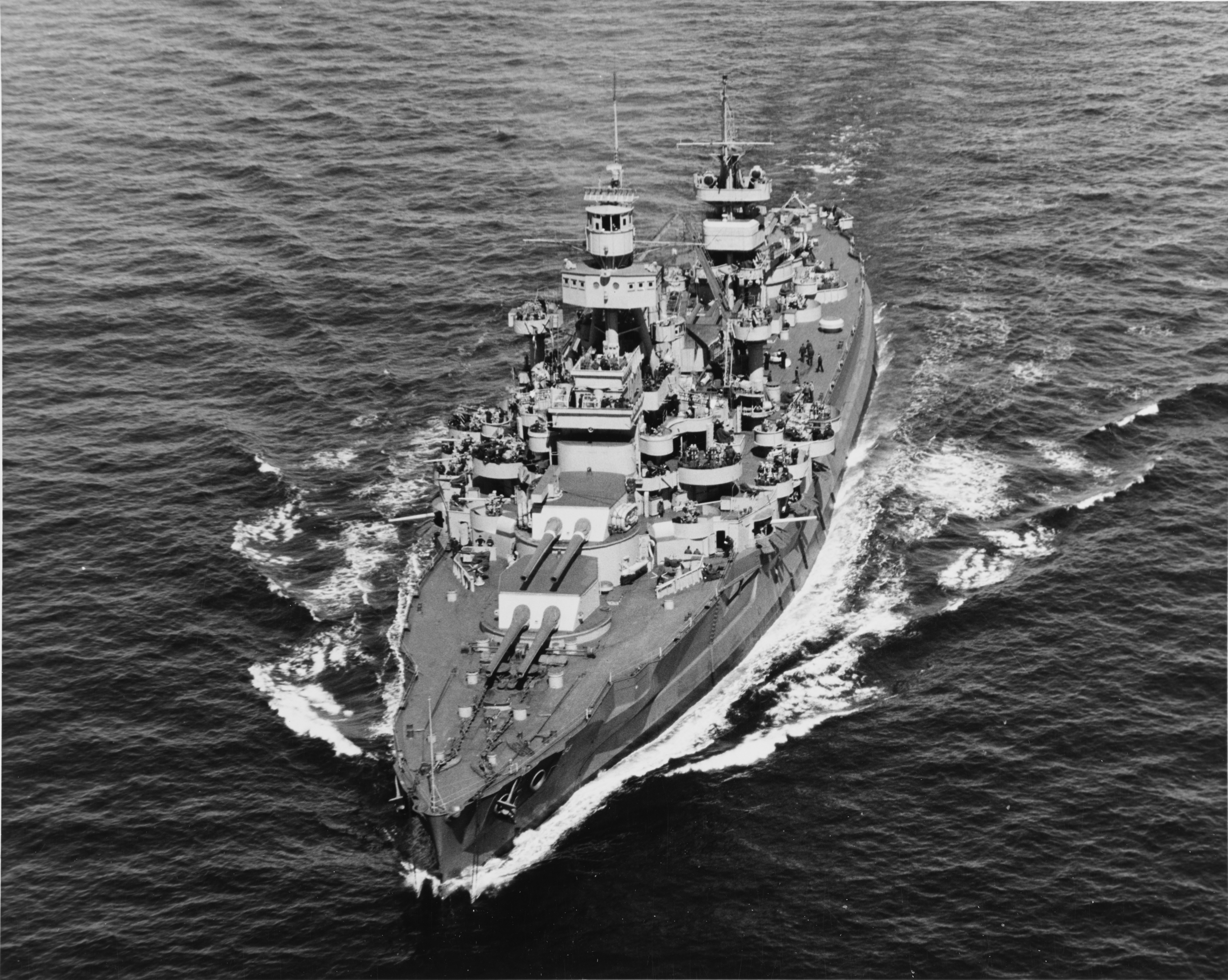
El Arkansas en su configuración de 1944, con un mástil trípode

Ambos acorazados fueron modificados significativamente a través de sus carreras. Durante, y poco después de la Primera Guerra Mundial, el blindaje horizontal de las embarcaciones fue aumentado, incluyendo las techumbres de la torre de mando y las torretas de cañones. La cubierta blindada fue aumentada a 89 mm, y les fueron instalados cañones calibre 76 mm/50 antiaéreos. Después de la firma del Tratado naval de Washington en febrero de 1922, la modernización se volvió estrictamente controlada. El tratado regía que se podían hacer modificaciones en las embarcaciones existentes, e incluía restricciones en lo que se podía cambiar o añadir. El desplazamiento podía aumentar no más de 3000 toneladas largas, y no se podían hacer alteraciones de ningún tipo en los cañones de la batería principal o en los montajes. Las principales áreas que podían ser mejoradas eran aquellas a las que se referían a la defensa contra ataques aéreos o bajo el agua, junto con los sistemas de propulsión.
Los dos Wyoming, junto con los Florida y New York fueron fuertemente modernizados durante la década de 1920. A las seis embarcaciones les fueron instaladas calderas alimentadas por fueloil con equipamiento tomado de los acorazados cancelados clase South Carolina. Las calderas se canalizaron en una sola chimenea. Estas calderas eran mucho más eficientes que los modelos alimentados por carbón con los que habían sido construidas las embarcaciones, y les permitía un radio de crucero significativamente mayor de 11 000 millas náuticas (20 km). Los acorazados también fueron equipados con bulges antitorpedos, que mejoró su defensa subacuática y proveyó además de capacidad adicional de almacenamiento de combustible. Al Wyoming y al Arkansas les fue retirado el mástil de celosía, que fue reemplazado por un mástil de trípode corto que sostenía reflectores y antenas de radio. Parte de su batería secundaria de cañones fue recolocada más alto en las embarcaciones para mejorar su desempeño en mares agitados. Se construyó una plataforma para seis cañones en el casco junto a la torre de mando y los ocho cañones antiaéreos de 76 mm fueron trasladados a la parte superior de la plataforma. Los tubos lanzatorpedos de ambas embarcaciones fueron retirados.
Bajo los términos de la Conferencia naval de Londres de 1930, el Wyoming fue desmilitarizado y convertido en un buque escuela. Durante el proceso de desmilitarización, le fueron retirados los bulges antitorpedos, el blindaje de costado y la mitad de los cañones de la batería principal. El Wyoming fue modernizado en el patio de la Armada en Norfolk del 12 de enero al 3 de abril de 1944; la reconstrucción eliminó la última de sus tres torretas de 305 mm, y fueron reemplazadas por cuatro monturas cerradas dobles y dos individuales para cañones calibre 127 mm/38. También le fueron instalados nuevos radares de control de fuego; estas modificaciones le permitieron al Wyoming entrenar artilleros antiáreos con el equipo más moderno que usarían en combate con la flota. Las modificaciones al Arkansas durante la Segunda Guerra Mundial se mantuvieron al mínimo. En 1942 recibió un nuevo mástil de trípode y un puente, junto con más cañones antiaéreos durante el periodo de la guerra. Para 1945, llevaba nueve monturas cuádruples Bofors de 40 mm, y veintiocho Oerlokons de 20 mm, y el número de cañones de 76 mm aumentó a diez.

## Naves de esta Clase
| Nombre de la nave | Número de casco | Astillero                                                  | Quilla colocada      | Botado              | Asignado                 | Dado de baja        | Destino                                                              |
| ----------------- | --------------- | ---------------------------------------------------------- | -------------------- | ------------------- | ------------------------ | ------------------- | -------------------------------------------------------------------- |
| USS Wyoming       | (BB-32)         | William Cramp & Sons, en Filadelfia                        | 9 de febrero de 1910 | 25 de mayo de 1911  | 25 de septiembre de 1912 | 1 de agosto de 1947 | Vendido como chatarra el 30 de octubre de 1947                       |
| USS Arkansas      | (BB-33)         | New York Shipbuilding Corporation, en Camden, Nueva Jersey | 25 de enero de 1910  | 14 de enero de 1911 | 17 de septiembre de 1912 | 2 de julio de 1946  | Hundido el 25 de julio de 1946 como parte de la operación Crossroads |

## Historial de servicio

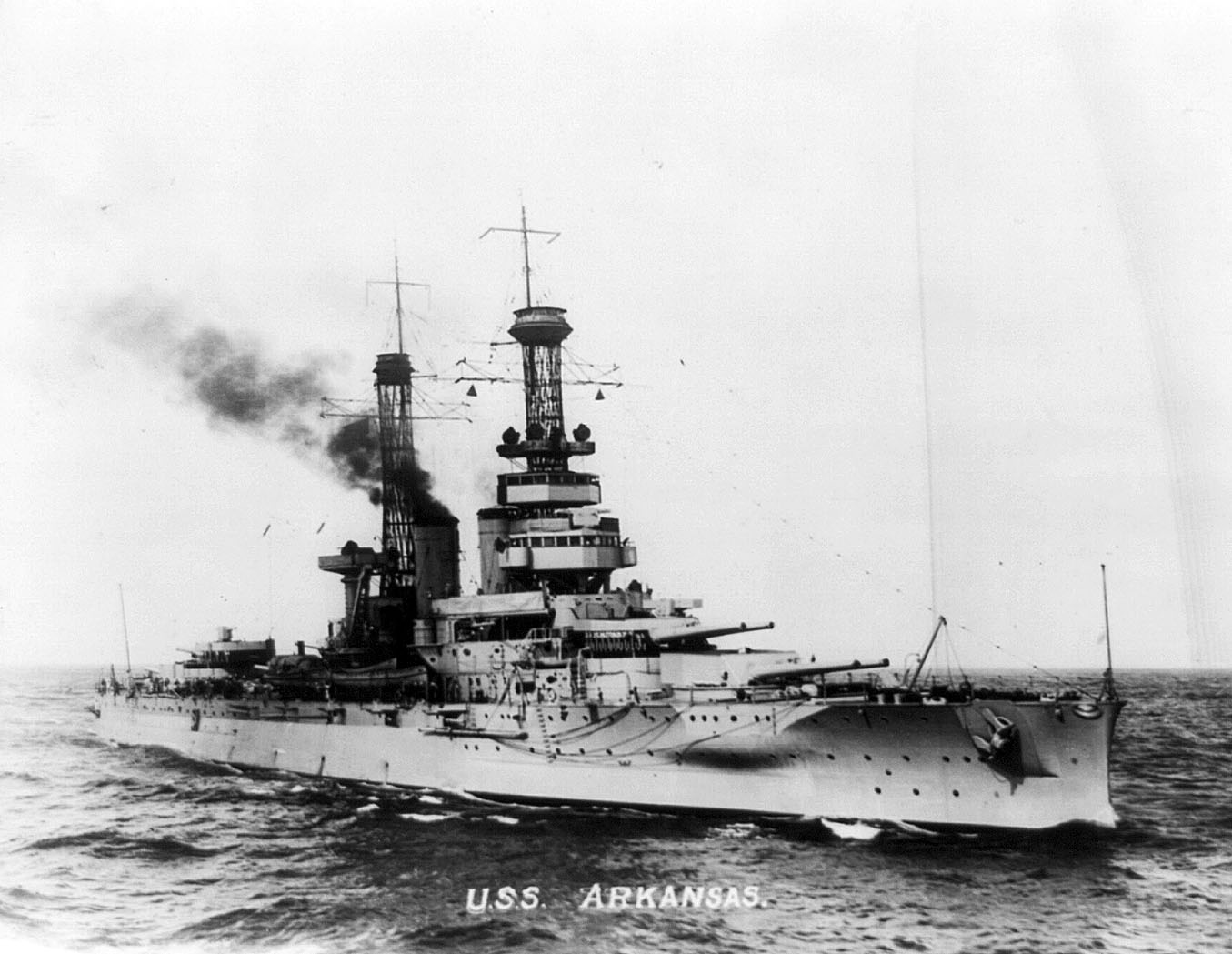
USS Arkansas.

Después de entrar en servicio, ambos acorazados fueron asignados a la Flota del Atlántico. Las embarcaciones formaron parte de la rutina normal de entrenamiento y maniobras de la flota frente a la costa este de los Estados Unidos y el Caribe, intercalados con mantenimientos periódicos. Los dos acorazados recorrieron el Mediterráneo a finales de 1913, haciendo paradas en Italia y Francia entre otros lugares. En abril de 1914, el Arkansas estuvo involucrado en la ocupación del puerto de Veracruz durante la Revolución Mexicana, y el Wyoming arribó después para apoyar la operación. Después de que los Estados Unidos le declararan la guerra a Alemania el 6 de abril de 1917, el Wyoming, junto con el resto de la 9a. División de Acorazados, navegó a la Gran Bretaña para reforzar a la Gran Flota de la Marina Real, estacionada en Scapa Flow. En un inicio el Arkansas permaneció en Estados Unidos, entrenando artilleros para la flota en expansión; fue enviado también a la Gran Bretaña en julio de 1918. Ninguna de las dos embarcaciones vio acción durante la guerra, aunque estuvieron presentes durante la rendición de la Flota de Altamar Alemana en noviembre de 1918.
De mediados de 1919 a mediados de 1921 los dos acorazados sirvieron con la Flota del Pacífico, con el Wyoming sirviendo como buque insignia de la 6.ª División de Acorazados. Durante este periodo las embarcaciones viajaron a Centro y Sudamérica, terminando en con una visita a Valparaíso, Chile, donde pasaron revista naval frente al presidente Arturo Alessandri. Ambos acorazados regresaron al servicio con la Flota del Atlántico en la segunda mitad de 1921. Regresaron a su rutina de tiempos de paz de entrenamiento y maniobras, además de mantenimiento periódico. En los veranos, las embarcaciones normalmente llevaban a los guardamarinas de la Academia Naval de los Estados Unidos en cruceros de entrenamiento. En junio de 1925, el Kansas ayudó en los esfuerzos de socorro después del terremoto de Santa Bárbara. De finales de 1925 a finales de 1926, el Arkansas tuvo una reconstrucción, seguido del Wyoming en 1927. En 1929 y 1930, el Arkansas visitó aguas europeas durante los cruceros de los guardamarinas. El Wyoming fue relegado como buque escuela en 1931 en respuesta a la Conferencia Naval de Londres, y pasó la siguiente década llevando a cabo cruceros de entrenamiento para guardamarinas y cadetes de la Reserva Naval.

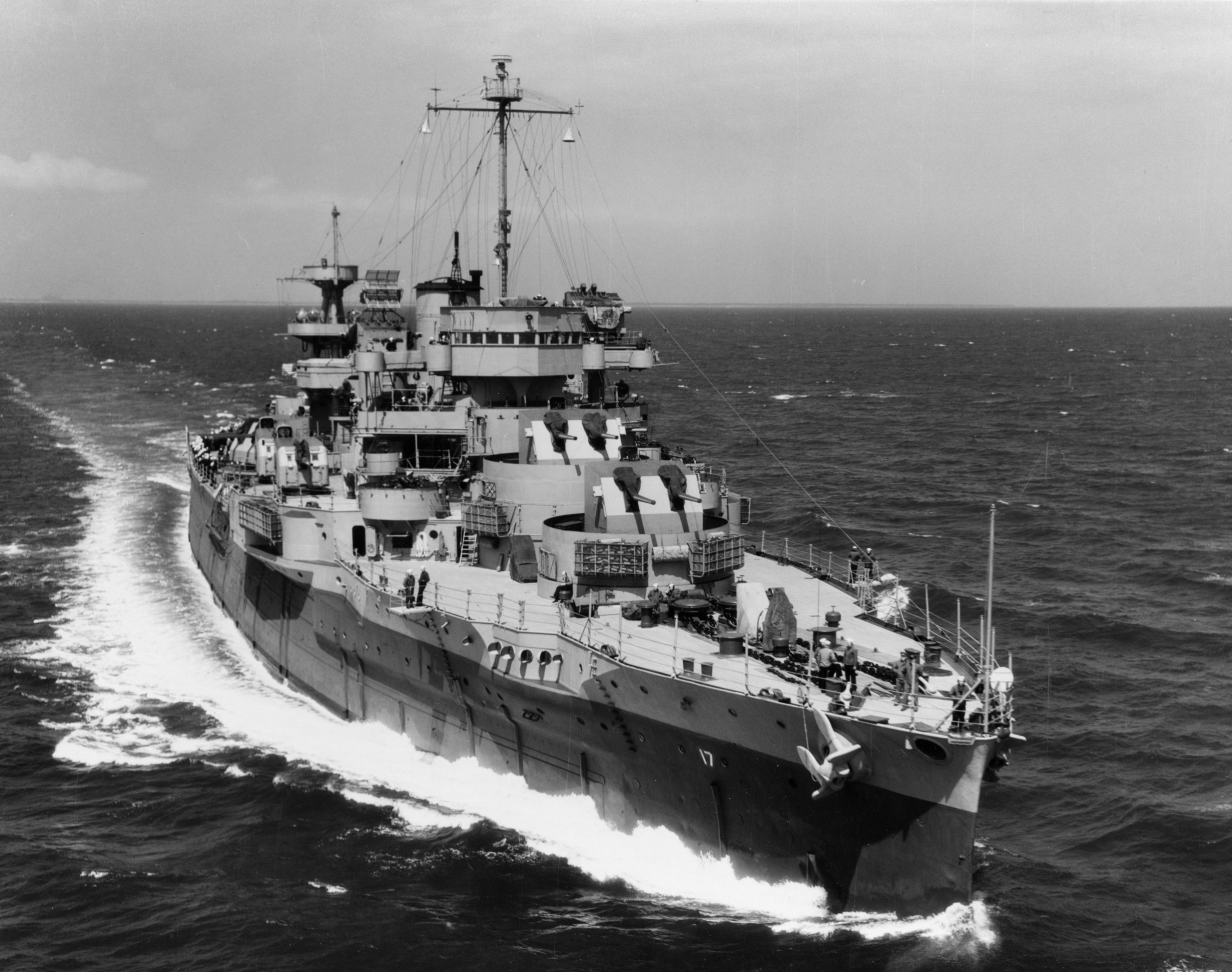
USS Wyoming.

De inicios de 1932 a inicios de 1934, el Arkansas regresó a la flota del Pacífico, seguido por otro viaje por Europa a finales de año. Después del estallido de la Segunda Guerra Mundial en septiembre de 1939, fue asignado a la fuerza de reserva para las Patrullas de Neutralidad. Apoyó en la ocupación de Islandia en julio de 1941 como escolta de convoyes de buques de tropas. En noviembre, cuando se hizo cada vez más evidente que los Estados Unidos entrarían a la guerra, el Wyoming fue reasignado como una embarcación de entrenamiento de artillería, papel en que sirvió el resto de la guerra. Mientras tanto, el Arkansas continuó en servicio en la primera línea durante la guerra, primero como escolta de convoyes hacia África del Norte, y después como embarcación de bombardeo costero. Apoyó en los desembarcos de Normandía en junio de 1944, disparando contra posiciones alemanas en la playa de Omaha, antes de bombardear Cherburgo a finales de ese mismo mes. Su siguiente misión de bombardeo fue en la operación Dragoon, la invasión al sur de Francia en agosto de ese año. Después fue transferido al teatro de operaciones del Pacífico para combates contra fuerzas japonesas. Bombardeó las posiciones de Iwo Jima en febrero de 1945, y de Okinawa en abril.
Con el final de la guerra en septiembre de 1945, el Arkansas fue usado en la Operación alfombra mágica, repatriando soldados estadounidenses por el Pacífico. El Wyoming se mantuvo en servicio brevemente después de la guerra, aunque fue dado de baja en agosto de 1947. Fue vendido como chatarra en octubre y desguazado posteriormente. El Arkansas fue mantenido como barco objetivo durante las pruebas nucleares de la operación Crossroads en el atolón Bikini a mediados de 1946. Sobrevivió a la primera prueba, una detonación en el aire con código clave Able, sin embargo fue hundido en la segunda prueba, una detonación subacuática con código clave Baker.